# Mialet (Gard)
Mialet – miejscowość i gmina we Francji, w regionie Oksytania, w departamencie Gard.
Według danych na rok 1990 gminę zamieszkiwało 511 osób, a gęstość zaludnienia wynosiła 17 osób/km² (wśród 1545 gmin Langwedocji-Roussillon Mialet plasuje się na 513. miejscu pod względem liczby ludności, natomiast pod względem powierzchni na miejscu 187.).